# Planetarna geologija
Planetarna geologija (znana tudi kot astrogeologija ali eksogeologija) je vrsta planetologije, ki se ukvarja z geologijo nebesnih teles, kot so planeti in njihove lune ter asteroidov, kometov in meteoritov.
Eden izmed najpomembnejših raziskovalcev na tem področju je bil Eugene Merle Shoemaker (1928–1997).